# Kraina podalpejska

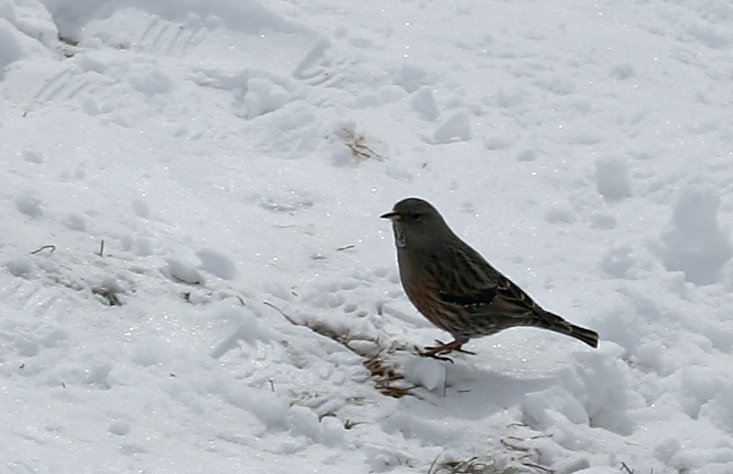
Płochacz halny (Prunella collaris) – typowy gatunek krainy podalpejskiej

Kraina podalpejska – kraina zoogeograficzna w południowym skrawku Polski (Tatry), należąca do prowincji europejsko-zachodniosyberyjskiej, wchodzącej w skład Palearktyki.
Obszar należący do krainy podalpejskiej zaczyna się powyżej górnej granicy lasu. Żyją tu typowe gatunki jak: kozica, świstak tatrzański, nornik śnieżny, płochacz halny. Z powodu surowego klimatu liczba gatunków bezkręgowców jest dość mała.